# Spilimbergo
Spilimbergo (tiếng Friulia Spilimberc) là một đô thị ở về phía đông bắc của Veniceư. Đô thị này thuộc tỉnh Pordenone trong vùng Friuli-Venezia Giulia, phía bắc Ý. Spilimbergo có trường Scuola Mosaicisti del Friuli (Mosaic được thành lập năm 1922. Các đơn vị cấp dưới: Barbeano, Baseglia, Gaio, Gradisca, Istrago, Tauriano, Vacile. Các đô thị giáp ranh: Arba, Dignano (UD), Flaibano (UD), Pinzano al Tagliamento, San Daniele del Friuli (UD), San Giorgio della Richinvelda, Sequals, Vivaro.